# Brackenridge (Pensilvania)
Brackenridge es un borough ubicado en el condado de Allegheny en el estado estadounidense de Pensilvania. En el año 2000 tenía una población de 3543 habitantes y una densidad poblacional de 2673.4 personas por km².
Lleva el nombre del juez, político, naturalista y escritor Henry Marie Brackenridge (1786–1871).

## Demografía
Según la Oficina del Censo en 2000 los ingresos medios por hogar en la localidad eran de $30 050 y los ingresos medios por familia eran $41 803. Los hombres tenían unos ingresos medios de $30 661 frente a los $21 821 para las mujeres. La renta per cápita para la localidad era de $19 040. Alrededor del 9.4% de la población estaba por debajo del umbral de pobreza.